# Johannes Baptista von Albertini
Johannes Baptista von Albertini (17 de febrer de 1769 – 6 de desembre de 1831) va ser un botànic alemany i un clergue de l'Església de Moràvia. nasqué a Neuwied.
Estudià teologia a Niesky i al seminari de Barby, Alemanya. Va ser amic de Friedrich Schleiermacher (1768–1834), que més tard seria un teòleg. El 1796 Albertini passà a ser lector al seminari de Niesky, i el 1804 ministre religiós a Niesky. In 1814 va ser escollit bisbe. Es va publicar una compilació dels seus sermons el 1805 sota el títol 30 Predigten für Freunde und Mitglieder der Brüdergemeine
En botànica va ser coautor amb Lewis David de Schweinitz (1780–1834) de l'obra sobre fongs de Lusàcia titulada Conspectus Fungorum in Lusatiae superioris agro Niskiensi crescentium e methodo Persooniana on descriu1.130 espècies de les quals 127 eren considerades noves.
L'abreujatura com a botànic és: Alb.